# Petr Kaleta
Petr Kaleta (* 25. prosince 1972, Ostrava) je český historik, slavista a vysokoškolský pedagog.
Zaměřuje se na dějiny slovanských zemí a problematiku národnostních menšin v Evropě, zejména na dějiny Polska, Lužice a Lužických Srbů a Ukrajiny.
V současnosti[kdy?] působí na Katedře středoevropských studií na Filozofické fakultě UK v Praze. V minulosti působil na Katedře historie Pedagogické fakulty MU v Brně.